# Sonae
Sonae SGPS — конгломерат компаний (холдинг), крупнейший частный работодатель в Португалии. Благодаря развитой сети дочерних предприятий Sonae осуществляет деятельность в таких отраслях, как строительство недвижимости, услуги коммуникационного и информационного характера, туристические услуги и т. д. Компании принадлежит розничная сеть Modelo Continente.
Первоначально Sonae занималась производством технической древесины, отсюда и название компании, которое является сокращением от Sociedade Nacional de Estratificados (с порт. — «Национальная компания техдревесины»). Сейчас этим направлением занимается Sonae Indústria.

## Структура
С 2006 года в составе Sonae SGPS действуют 4 субходлинга:
- Modelo-Continente или Sonae Distribuição (ретейл пищевой и непищевой продукции);
- Sonae Sierra (владение, управление и развитие торгово-развлекательных центров);
- Sonaecom (стационарные и мобильные телекоммуникации, консалтинг в области ПО, газета, совместное предприятие с France Télécom);
- Sonae Capital (туризм, строительство, транспортные услуги, венчурный капитал).

Все, кроме Sonae Sierra, принадлежат на мажоритарной основе главному холдингу. С января 2006 года 50 % акций Sonae Sierra принадлежат британскому Grosvenor. Ещё один субхолдинг Sonae Indústria был выделен из состава Sonae SGPS в ноябре 2005 года.

## Бренды
Неполный пееречень брендов конгломерата:
- Ретейл: M24 (газовые станции), Bonjour (небольшие супермаркеты), Modelo (средние супермаркеты), Continente (гипермаркеты), Worten (магазины электроники и бытовой техники), Vobis (компьютерные магазины), Modalfa (бутики модной одежды), Sportzone (бутики спортивной одежды), Zippy (бутики детской одежды), Star (турагентства), MaxMat (магазины DIY); Adira (станкостроительная компания).
- Телекоммуникации, включая стационарную и мобильную телефонию, интернет-доступ и IPTV): Optimus, Rede4, Novis1, Clix2;
- Газета: Público;
- ИТ-решения для ретейла: Tlantic
- Фитнес-клубы: Solinca

1Объединён с Optimus в 2007 году в бренд Optimus Empresas.
2Объединён с Optimus в 2010 году в бренд Optimus Clix.

## Собственники
По данным Euronext, собственниками Sonae являются:
- Efanor Investimentos (принадлежит Бельмиру де Азеведу) — 52,99 %;
- Banco Português de Investimento[англ.] — 8,9 %;
- ABN Amro Bank — 3,5 %;
- Deutsche Bank — 3,3 %.